# Playa del Carmen
Playa del Carmen es una ciudad mexicana, cabecera del municipio homónimo, en Quintana Roo. Cuenta según datos del Censo de Población y Vivienda del Instituto Nacional de Estadística y Geografía (INEGI) del año 2020 con una población de 304,942 habitantes por lo que es la segunda ciudad más poblada de Quintana Roo, y es además la 57.ª ciudad más poblada de México.
Está dentro de la zona turística denominada "Riviera Maya". La ciudad (ubicada en las coordenadas 20,62° norte y 87,07° oeste) es bañada por las aguas del Mar Caribe y su principal actividad económica es el turismo. Esto viene de la mano que también se genere mucho empleo en la industria de la construcción, esta es la segunda industria más importante del municipio.[cita requerida]

## Desarrollo y crecimiento

Iglesia de Nuestra Señora del Carmen

En 1996, su población era de 10 000 habitantes, y en el 2003 ya contaba con una población de 49 000 habitantes, debido principalmente a la inmigración de personas de distintas partes de la república en busca del trabajo que demanda la industria turística. De acuerdo con cifras del Instituto Nacional de Migración de 2003, al menos el 7 por ciento de la población que reside permanentemente en la ciudad es de origen extranjero. Hasta noviembre del 2004, el crecimiento de este destino turístico se reflejaba en la oferta hotelera de 23 428 habitaciones en operación y una afluencia anual de viajeros estimada en un poco más de dos millones de personas, principalmente de Estados Unidos, Canadá y Europa. Según el censo de 2020, la ciudad cuenta con 304 942 residentes.

## Historia
En tiempos prehispánicos, Playa del Carmen se llamaba Xaman Há (del idioma maya: Xaman Ha' ‘Agua del Norte’) y era un punto de partida de los mayas en su peregrinaje al santuario de Ixchel en Cozumel. El primer asentamiento moderno data de principios del siglo XX, cuando allí se ubicó una comunidad de pescadores, productores de cocoteros y del árbol del chicle.
Durante el siglo XVI, los españoles invadieron y conquistaron la mayoría de los sitios mayas. Sin embargo, a diferencia de muchos otros, Playa del Carmen nunca se convirtió en asentamiento español. Se tiene registrado que fue Francisco de Montejo quien conquistó esta región en 1526, fundando la villa de Salamanca en donde actualmente se encuentra Xel-Ha. Asimismo, un año más tarde, un lugarteniente de Montejo, Alonso Dávila, estableció su campamento en Xaman-Ha, a la cual describía como una villa de pescadores. No obstante dichos acontecimientos, esta zona permaneció muy poco habitada durante todo el periodo de la colonia.
La fundación de Playa del Carmen ocurrió debido  a una compañía colonizadora chiclera de la costa oriental de Yucatán que en 1908 logró del gobierno de Porfirio Díaz la concesión para explorar los recursos forestales.
Hasta mediados de los años ochenta, Playa del Carmen era un pequeño pueblo de paso con menos de 1,500 habitantes, aunque en las últimas dos décadas se ha transformado notoriamente al ritmo del crecimiento del turismo.

## Geografía

### Hidrografía
La roca caliza, sumamente permeable, que forma el suelo de esta región no permite la existencia de corrientes de aguas superficiales, se cuenta con innumerables cenotes. Los cenotes son, en la mayor parte de los casos, ensanchamientos de complejas redes fluviales subterráneas, que en ocasiones se abren paso hasta el mar. En éstos, el agua marina, más densa que la dulce, puede penetrar por el fondo del sistema freático. Por ello, hay cenotes en los que a partir de determinada profundidad el agua pasa de dulce a salada.
La profundidad del acuífero va de 5 a 10 m, pero también se localiza hasta de 1 m de la superficie y su espesor medio es de 19 M. Las familias de agua predominante son las sódico-cloruradas y sódico clorurada-sulfatada.

### Clima
El clima del municipio es cálido subhúmedo con lluvias en el verano de mayor humedad. La temperatura media anual es de 25.8 °C, las temperaturas más bajas se registran en el mes de enero con 13 °C y las máximas se alcanzan en el mes de agosto con 32.9 °C. Los vientos predominantes son los del sureste. La precipitación pluvial anual se encuentra en 1,331.2 milímetros con estación de lluvia de junio a noviembre.
El clima se ve afectado por los Ciclones o Huracanes, que aumentan la precipitación sobre todo en el verano así como la temporada de Huracanes se extiende del 1 de junio al 30 de noviembre de cada año.
| Parámetros climáticos promedio de Playa del Carmen, Quintana Roo (1951-2019)    | Parámetros climáticos promedio de Playa del Carmen, Quintana Roo (1951-2019) | Parámetros climáticos promedio de Playa del Carmen, Quintana Roo (1951-2019) | Parámetros climáticos promedio de Playa del Carmen, Quintana Roo (1951-2019) | Parámetros climáticos promedio de Playa del Carmen, Quintana Roo (1951-2019) | Parámetros climáticos promedio de Playa del Carmen, Quintana Roo (1951-2019) | Parámetros climáticos promedio de Playa del Carmen, Quintana Roo (1951-2019) | Parámetros climáticos promedio de Playa del Carmen, Quintana Roo (1951-2019) | Parámetros climáticos promedio de Playa del Carmen, Quintana Roo (1951-2019) | Parámetros climáticos promedio de Playa del Carmen, Quintana Roo (1951-2019) | Parámetros climáticos promedio de Playa del Carmen, Quintana Roo (1951-2019) | Parámetros climáticos promedio de Playa del Carmen, Quintana Roo (1951-2019) | Parámetros climáticos promedio de Playa del Carmen, Quintana Roo (1951-2019) | Parámetros climáticos promedio de Playa del Carmen, Quintana Roo (1951-2019) |
| Mes                                                                             | Ene.                                                                         | Feb.                                                                         | Mar.                                                                         | Abr.                                                                         | May.                                                                         | Jun.                                                                         | Jul.                                                                         | Ago.                                                                         | Sep.                                                                         | Oct.                                                                         | Nov.                                                                         | Dic.                                                                         | Anual                                                                        |
| ------------------------------------------------------------------------------- | ---------------------------------------------------------------------------- | ---------------------------------------------------------------------------- | ---------------------------------------------------------------------------- | ---------------------------------------------------------------------------- | ---------------------------------------------------------------------------- | ---------------------------------------------------------------------------- | ---------------------------------------------------------------------------- | ---------------------------------------------------------------------------- | ---------------------------------------------------------------------------- | ---------------------------------------------------------------------------- | ---------------------------------------------------------------------------- | ---------------------------------------------------------------------------- | ---------------------------------------------------------------------------- |
| Temp. máx. abs. (°C)                                                            | 37.5                                                                         | 33.0                                                                         | 34.0                                                                         | 39.0                                                                         | 40.0                                                                         | 39.0                                                                         | 39.0                                                                         | 39.5                                                                         | 39.0                                                                         | 34.0                                                                         | 35.0                                                                         | 39.0                                                                         | 40.0                                                                         |
| Temp. máx. media (°C)                                                           | 27.8                                                                         | 28.5                                                                         | 29.6                                                                         | 30.8                                                                         | 31.7                                                                         | 32.0                                                                         | 32.5                                                                         | 32.9                                                                         | 32.6                                                                         | 30.8                                                                         | 29.3                                                                         | 28.6                                                                         | 30.6                                                                         |
| Temp. media (°C)                                                                | 22.8                                                                         | 23.4                                                                         | 24.3                                                                         | 26.1                                                                         | 27.3                                                                         | 27.9                                                                         | 28.0                                                                         | 28.0                                                                         | 27.9                                                                         | 26.3                                                                         | 24.4                                                                         | 23.4                                                                         | 25.8                                                                         |
| Temp. mín. media (°C)                                                           | 17.9                                                                         | 18.3                                                                         | 19.0                                                                         | 21.3                                                                         | 22.9                                                                         | 23.7                                                                         | 23.5                                                                         | 23.2                                                                         | 23.1                                                                         | 21.7                                                                         | 19.4                                                                         | 18.2                                                                         | 21.0                                                                         |
| Temp. mín. abs. (°C)                                                            | 8.0                                                                          | 7.0                                                                          | 5.0                                                                          | 10.0                                                                         | 15.0                                                                         | 14.0                                                                         | 13.0                                                                         | 15.0                                                                         | 14.0                                                                         | 13.5                                                                         | 11.0                                                                         | 9.0                                                                          | 5.0                                                                          |
| Precipitación total (mm)                                                        | 61.2                                                                         | 50.5                                                                         | 28.1                                                                         | 51.2                                                                         | 78.1                                                                         | 153.0                                                                        | 126.3                                                                        | 126.3                                                                        | 168.8                                                                        | 284.3                                                                        | 130.3                                                                        | 73.1                                                                         | 1331.2                                                                       |
| Días de precipitaciones (≥ 0.1 mm)                                              | 7.7                                                                          | 4.4                                                                          | 3.8                                                                          | 3.7                                                                          | 6.5                                                                          | 10.6                                                                         | 9.3                                                                          | 9.6                                                                          | 14.5                                                                         | 15.9                                                                         | 9.5                                                                          | 7.3                                                                          | 102.8                                                                        |
| Fuente: Servicio Meteorológico Nacional. Actualizado el 8 de diciembre de 2016. |                                                                              |                                                                              |                                                                              |                                                                              |                                                                              |                                                                              |                                                                              |                                                                              |                                                                              |                                                                              |                                                                              |                                                                              |                                                                              |

### Ecosistemas
En el municipio donde se localiza Playa del Carmen (Solidaridad) la biodiversidad se conforma de selva mediana subperennifolia y subcaducifolia, y selva baja subperennifolia, que son particularmente valiosas para la explotación forestal debido a la presencia de maderas preciosas como la caoba y el cedro. Por otra parte, en zonas próximas a las áreas propensas a inundación y al mar se han desarrollado comunidades de manglares, aunque la superficie que ocupan es relativamente pequeña así como la zona costera posee manchones de vegetación de dunas.
Dentro de la amplia riqueza de especies de flora detectadas en la zona se encuentra árboles de: zapote, ramón, chechén, chacah, cedro, ya'axche, kitanche, papaya, sa'kbob, mahahau, hiraea obovata, bisil, mansoa verrucifera, tatsi, habín, kaniste, guaya y palma chit, todas distribuidas y presentes en el corredor Cancún - Tulúm. En la orilla de la costa se localizan áreas de manglar y algunas ciénegas con especies tales como los mangles rojo y blanco. 
En la zona de las dunas costeras existe predominio de la uva de mar, así como la palma cocotera entre otros. Las propensas a inundación presentan vegetación de tule. Los animales de la región corresponden mayoritariamente de origen neotropical, sin embargo están presentes animales de origen neartíco como el venado. Los principales grupos representados son los anfibios, reptiles, aves y mamíferos.Incluso se detectó la presencia de 309 especies en el corredor Cancún - Tulum, de las cuales las aves son las más difundidas de todas. Las aves se encuentran representadas por zanates, garzas blancas, colibríes y pequeños mamíferos como la zorra gris, ardillas, ratones, tlacuaches y murciélagos; que junto con la gran variedad de fauna marina representan un recurso importante de la localidad.

## Demografía
Playa del Carmen es una ciudad conformada principalmente por personas de diversas partes de la República Mexicana y del extranjero haciendo a esta localidad un lugar cosmopolita.
De acuerdo con el censo de población realizado en el municipio el año 2014, en Playa del Carmen y en el resto de municipio el 60.4 % de la población es no nativa y el 10.9 % es inmigrante (Censo Solidaridad 2023).
Es una de las localidades con mayor crecimiento poblacional a nivel nacional y es la principal localidad del municipio de Solidaridad y es en donde vive la gran mayoría de la población. En el municipio existen solo dos localidades claramente reconocidas: Playa del Carmen (la cabecera municipal) y Puerto Aventuras.
Según los resultados del Censo de Población y Vivienda 2020 del INEGI, Playa del Carmen alcanzó los 304,942 habitantes y los 333,800 residentes en todo el municipio.
| Gráfica de evolución demográfica de Playa del Carmen entre 1960 y 2020                                      |
| |
| Población de los censos y conteos del Instituto Nacional de Estadística y Geografía (INEGI) de 1900 a 2020. |

## Economía

### Turismo

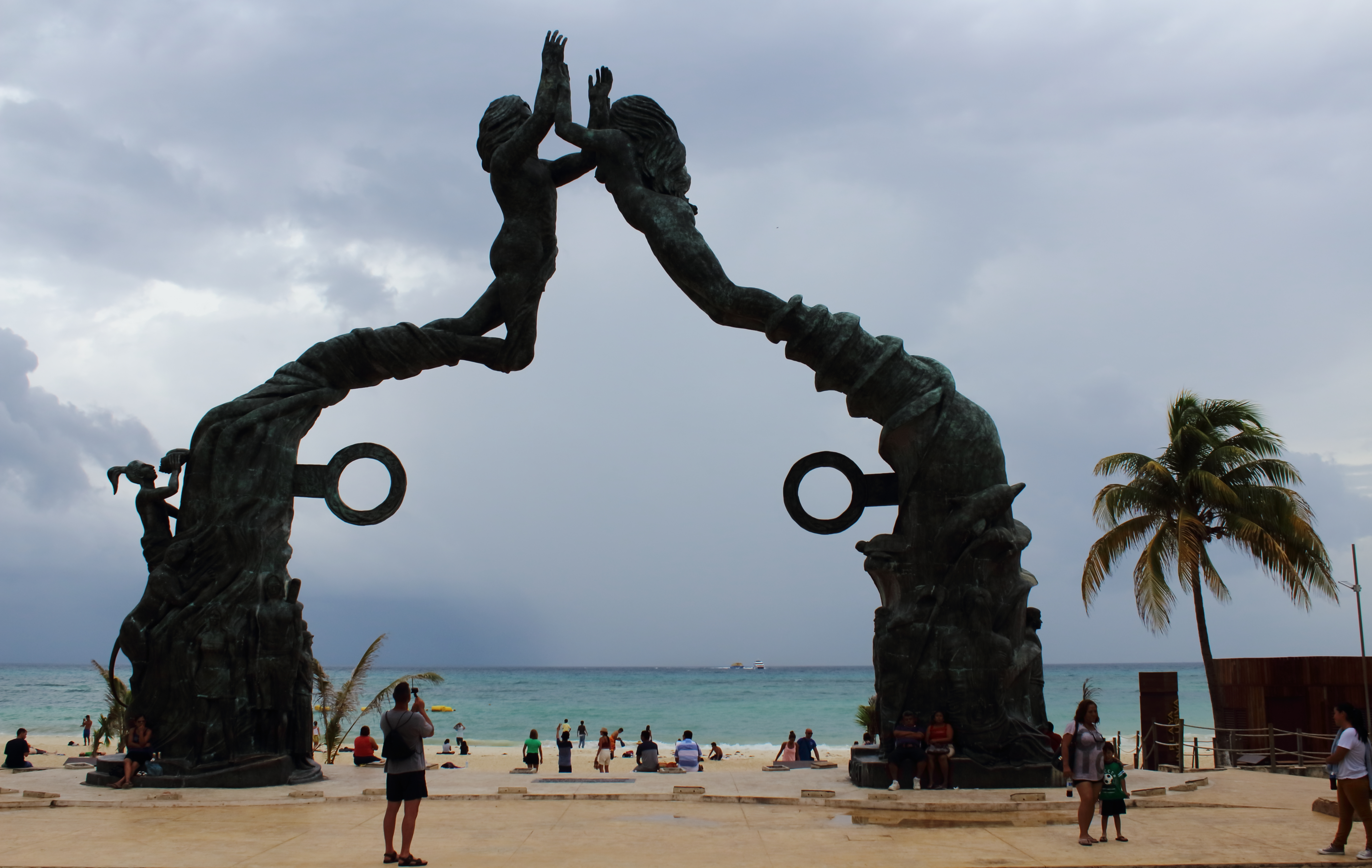
Portal Maya, Playa del Carmen

Paseo del Carmen, centro comercial ubicado al sur de la Quinta Avenida.

Playa del Carmen es uno de los sitios más visitados de la Riviera Maya y, en general, del sureste mexicano. De modo que el turismo es la actividad económica más importante de la localidad, haciendo al resto de la economía depender directa o indirectamente de esta actividad. La ciudad es un destino turístico y también una conexión a otros atractivos principalmente relacionados con el ecoturismo, el turismo de aventura y playas, entre los que se encuentran:
- Xcaret, parque eco-arqueológico 6 km al sur de Playa del Carmen.
- Xplor, parque natural de aventura ubicado a 6 km al sur de Playa del Carmen a un lado de Xcaret.
- Cozumel, isla ubicada al frente de Playa del Carmen, a 45 minutos de viaje en ferry.
- Tulum, zona arqueológica maya ubicada en la costa 64 km al sur de Playa del Carmen.
- Xel-Ha, parque ecológico.
- Sian Ka'an, Biosfera protegida por SEMARNAT y Patrimonio de la Humanidad por UNESCO

#### La Quinta Avenida
La famosa Quinta Avenida es la calle más visitada por turistas nacionales y extranjeros. Comprende alrededor de 4 kilómetros de largo, desde la calle 1 hasta la calle 40. Es una avenida peatonal muy segura y concurrida, sobre todo por las tardes y noches. Aquí se concentra la mayor parte del comercio, desde tiendas de artesanías y souvenirs hasta restaurantes, bares y discotecas. A partir de la avenida Constituyentes, los locales han denominado, de manera extraoficial, a la Quinta Avenida como la Nueva Quinta; ya que se trata de la parte nueva y de ambiente bohemio de este importante destino turístico.

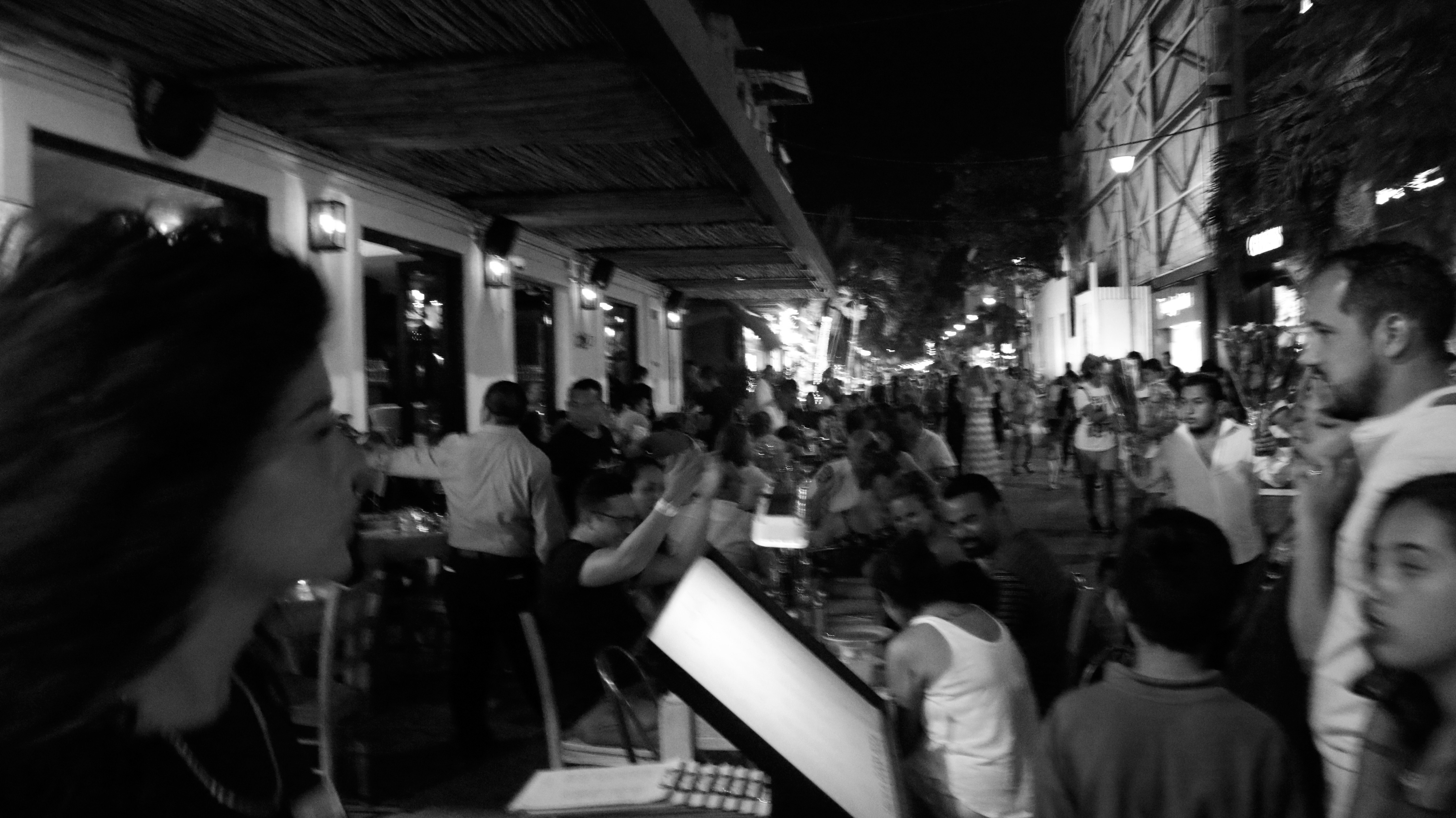
La Quinta Avenida, Playa del Carmen.

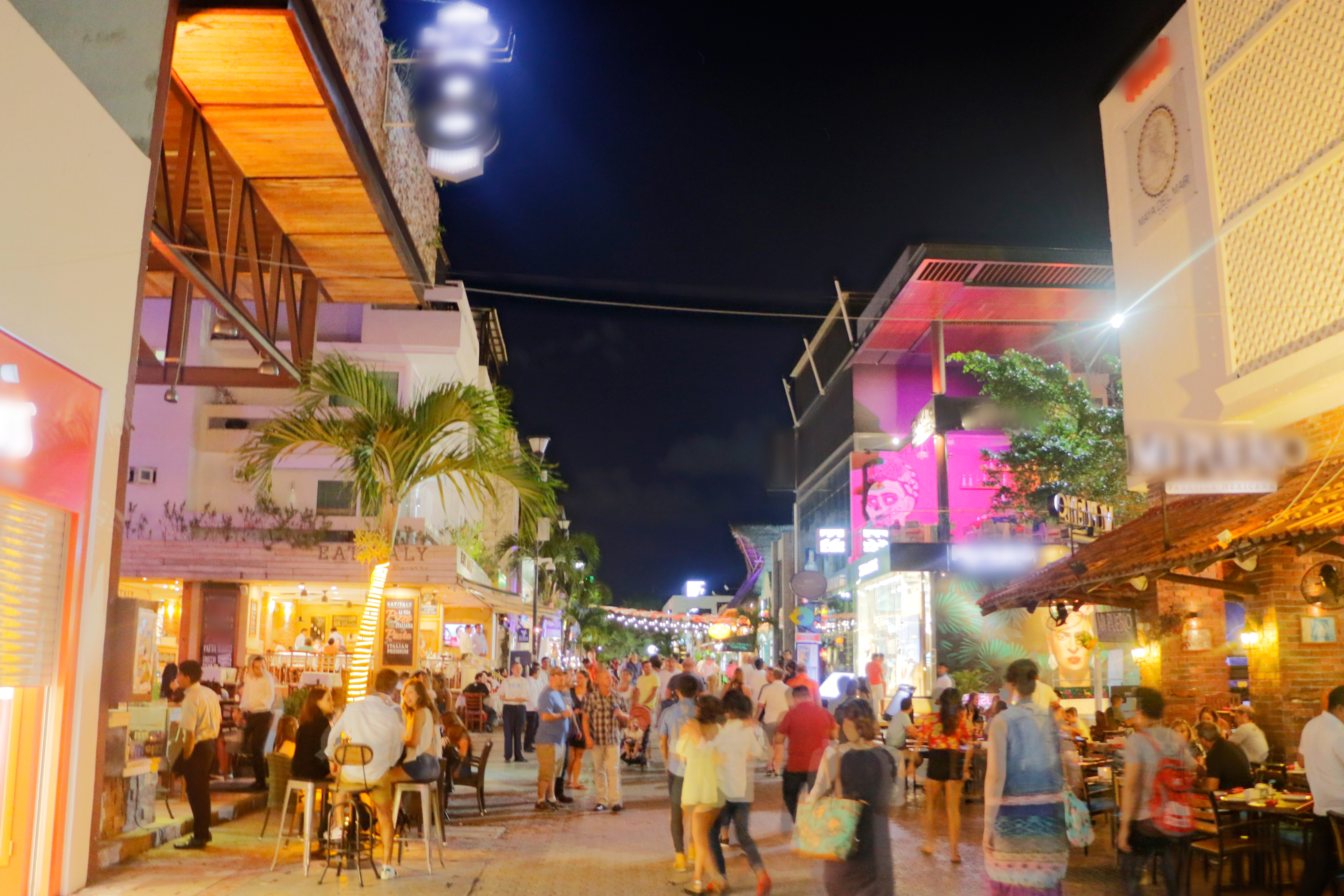
La Quinta Avenida de noche.

Playa del Carmen es un lugar muy importante y visitado en México, ya sea por locales o por personas extranjeras, por lo que es importante estar consciente de cuidar nuestras playas, estableciendo reglas para tenerlas limpias y conservarlas en su totalidad, cuidar el ecosistema no solo es no tirar basura al mar, no fumar en la playa para no ensuciar la arena, no tirando botellas de vidrio rotas, sino también cuidar la flora y la fauna, debido a que muchas especies están en peligro de extinción. 
Debemos recordar que está prohibido tomar alcohol en la vía pública para los turistas nacionales y extranjeros.

## Lugares icónicos
Playa del Carmen es sinónimo de diversión gracias a las múltiples centenas de lugares que ofrece para disfrutar, dentro de ellas están las legendarias e históricas que le dieron vida al paraíso que hoy en día es Playa del Carmen.

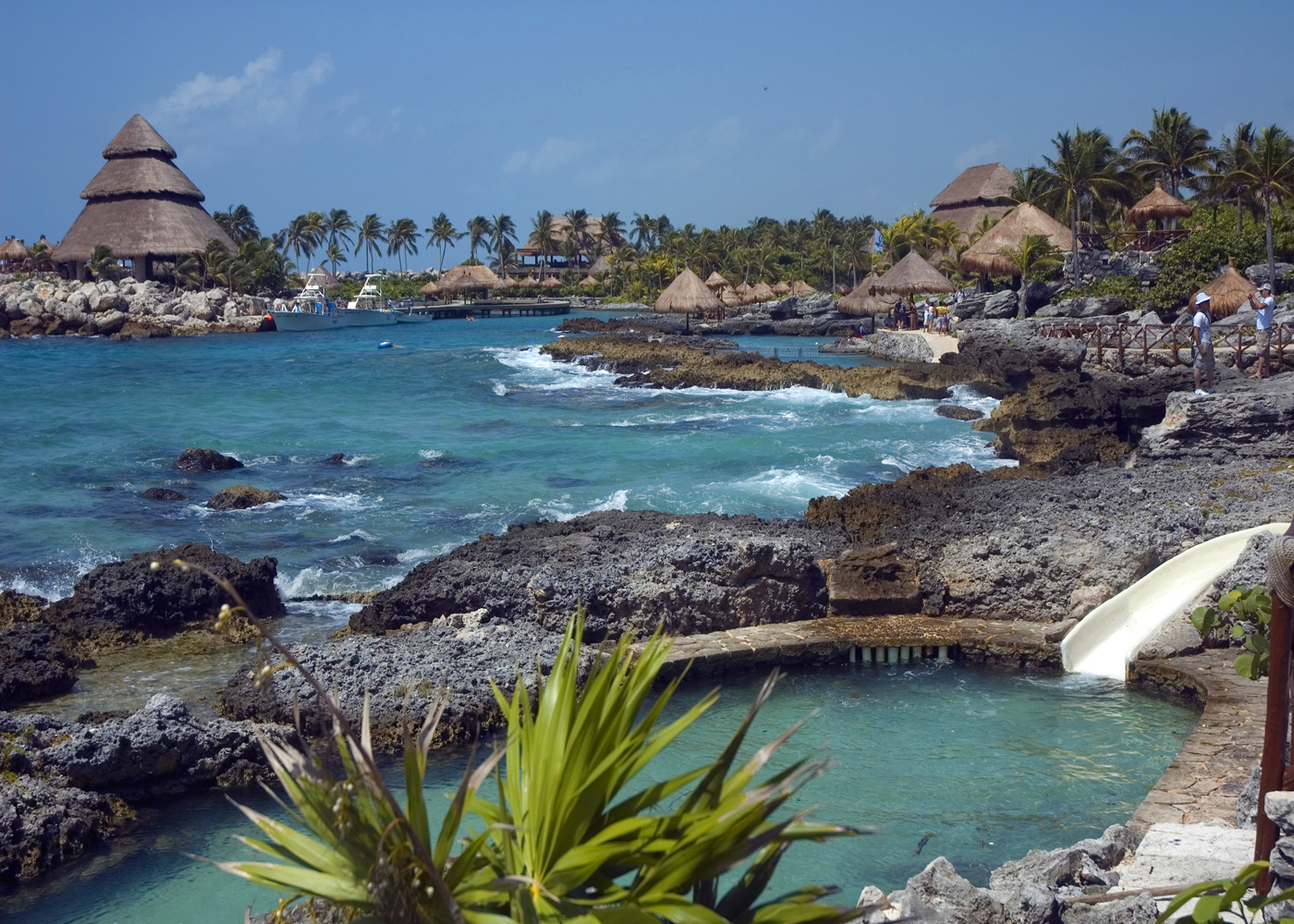
Parque temático Xcaret

Playa Mamita’s fue fundado en el año 2000, en sus inicios contaba tan sólo con un modesto restaurante y un bar más pequeño de lo que hoy es el bar principal. Hoy en día es uno de los lugares más visitados además de que también es sede de los mejores festivales de música que ofrece playa del carmen, tales como el famoso BPM (el cual se celebró por última vez en 2017 debido a un trágico desenlace), Corona Sunset y el  Riviera Maya Jazz Festival entre otros.
Parque Fundadores es uno de los primeros espacios públicos que se construyeron en Playa del Carmen, el único parque público hasta el momento ubicado sobre la playa. Es un espacio para el descanso, expresión cultural y organización de eventos sociales. En el se encuentra el Portal Maya, una escultura que se ha vuelto un ícono, un símbolo de identidad de la localidad.
Xcaret es sin duda el parque más conocido en México y a nivel mundial también, fundado en 1990, este parque se ha colocado en los mejores sitios para visitar en la riviera maya, también es considerado como el mejor parque ecológico del mundo.
Aviario Xaman-Ha es un santuario de aves mexicanas, más de dos hectáreas de espacio albergan doscientos individuos de cuarenta y cinco especies distintas.
Xplor es un sitio lleno de aventuras con muchas atracciones como: tirolesas, snorkel, jeep, etc.Sin duda es una experiencia inolvidable.
La Parroquia Nuestra Señora Del Carmen es uno de los lugares más antiguos también uno de los más visitados, ubicado en la 5.ª Avenida con Ave. Juárez, en la esquina del primer parque creado en Playa del Carmen. En esta parroquia se realizan decenas de bodas al año.
Coco Bongo Show & Disco (Playa del Carmen): La discoteca emblemática de la riviera maya, su inicio en playa del carmen fue en el 2007, y actualmente es el punto referencia no 1 si hablamos sobre vida nocturna en Playa del Carmen..

## Cultura

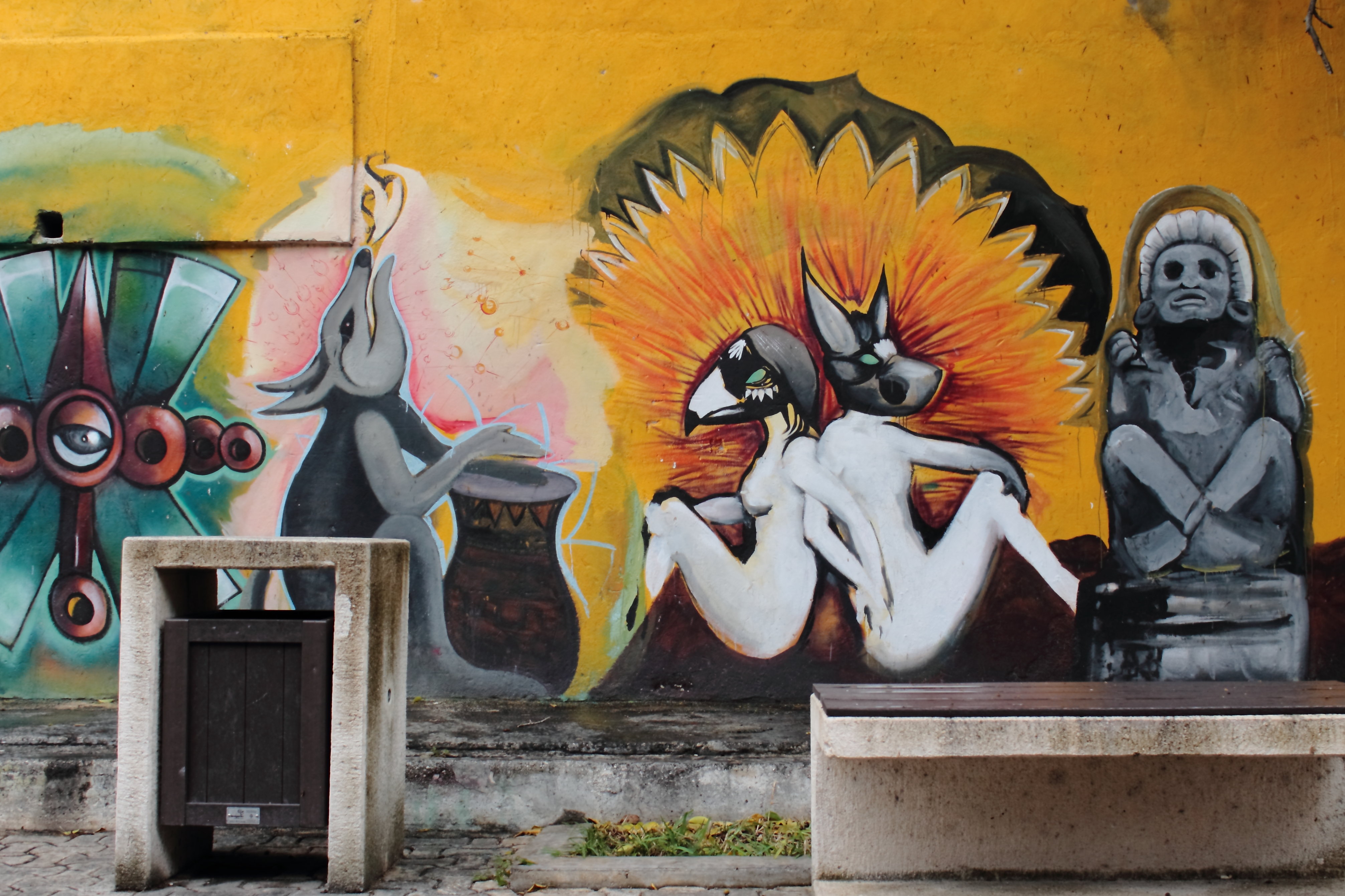
Grafiti en Playa del Carmen, Quintana Roo

La diversidad cultural de Playa del Carmen se puede contemplar en las instalaciones de la Casa de la Cultura, así como en el parque La Ceiba, lugares donde se presentan exposiciones pictóricas, esculturales y artesanales, se realizan talleres de literatura, pintura, música, danza, teatro y muchos más, para toda la población. Es uno de los destinos más atractivos del Caribe Mexicano, cuenta con hermosas playas, como Paa-Mul, Playa Paraíso y Playa Maroma entre otras, parte del atractivo turístico son los parques Xcaret, X-Plor y Xel-ha entre otros.

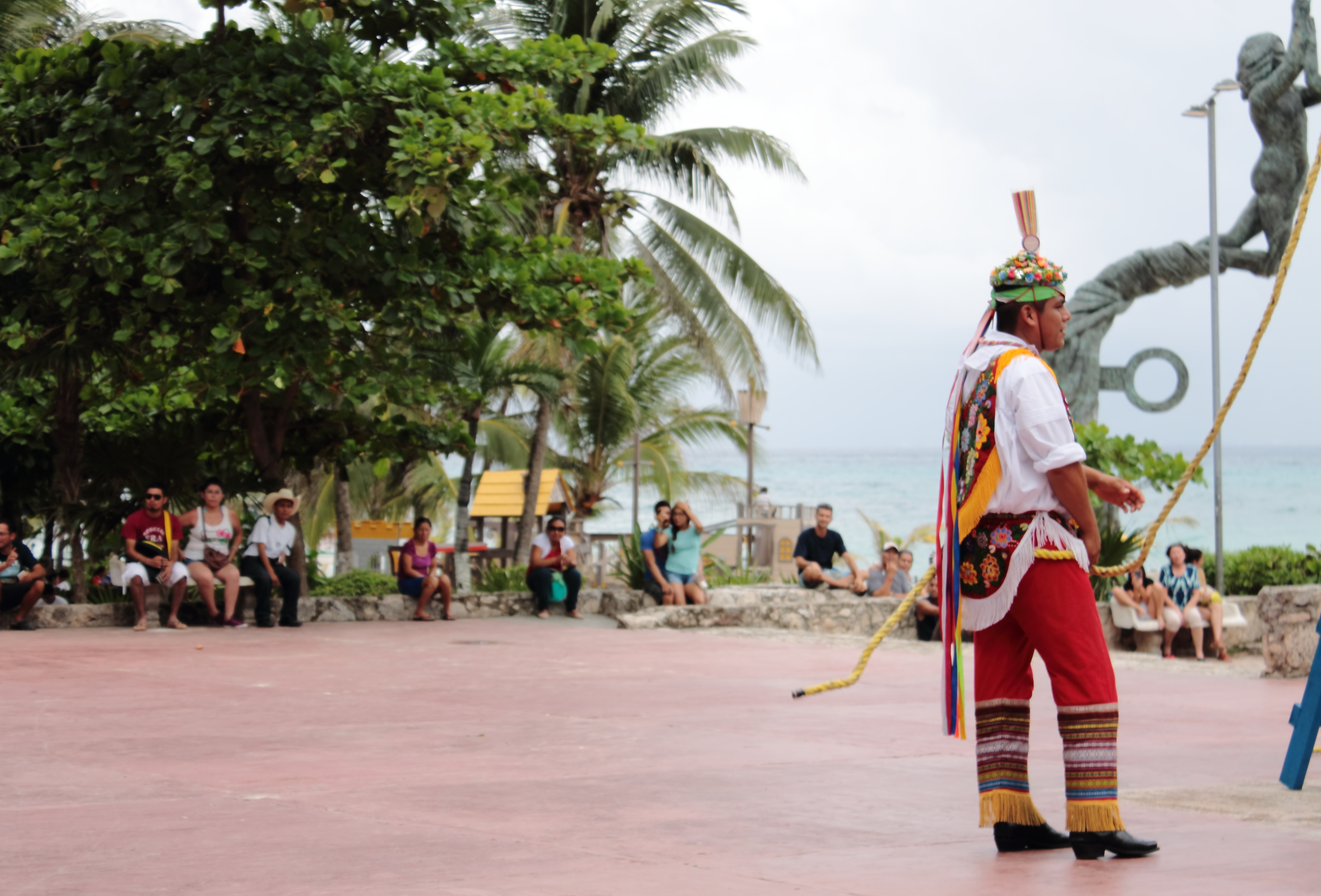
Volador de Papantla en Playa del Carmen, Quintana Roo

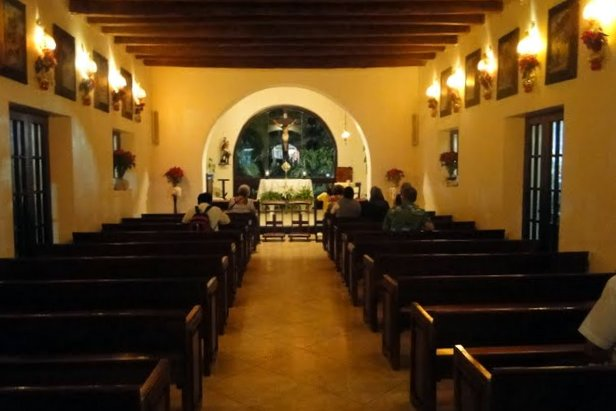
Iglesia moderna, vista interior

### Festividades y eventos
- Carnaval de Playa del Carmen:

Se realiza a fines de enero, hay show y desfiles donde recrean la cultura Maya.
- Fiesta de la Virgen del Carmen:

Es celebrada en julio, y es uno de los acontecimientos más importantes para el municipio de Solidaridad ya que es la patrona del pueblo. En esta fecha también se lleva a cabo la Feria del Carmen para conmemorar dicha celebración.
- La Guelaguetza:

Playa del Carmen y Oaxaca hermanados por la Guelaguetza, en abril se recibe en la Plaza Cívica 28 de Julio a la Expo Guelaguetza en Playa del Carmen, donde se podrán encontrar artesanías y productos propios de Oaxaca además de poder disfrutar de música y bailes típicos de esa región.
- Travesía Sagrada Maya:

Se realiza en noviembre, es un ritual donde cientos de canoeros zarpan de Xcaret rumbo al santuario de la diosa Ixchel, en Cozumel.
Viajan para escuchar el mensaje de su deidad, para regresar a Playa del Carmen a transmitirlo al pueblo maya, que espera conocer lo que le depara el destino.
Los participantes de esta recreación hacen sentir el valor espiritual de las raíces mayas, remando kilómetros para llegar a su objetivo. Miles de turistas son testigos cada año de este espectacular evento.
- Riviera Maya Jazz Festival:

Hace años en Cancún se soñaba con lograr fortalecer en los meses de temporada baja un gran festival musical, a fin de que se convirtiera en una alternativa relevante para la actividad turística en esos meses en que los flujos de vacacionistas descienden, como son sobre todo la época que va de septiembre a principios de diciembre. Cancún tenía su festival de jazz y se soñaba con que lograría afianzarse como una sólida fiesta para celebrar a ese género musical en el Caribe, y que fuera considerado un bastión promocional de Cancún y su área de influencia, con una capacidad relevante y disparar la afluencia turística. Con artistas de altísima calidad Playa del Carmen, junto con las autoridades estatales y municipales, y la labor del Fideicomiso de Promoción Turística de la Riviera Maya, más la buena participación de hoteleros y servidores turísticos, lograron capitalizar el Riviera Maya Jazz Festival, como uno de los encuentros más relevantes en el mundo de este género musical, el festival ha crecido de manera considerable, tanto en tecnología como en logística y calidad, con el fin de brindar una mejor experiencia para los asistentes; "esta evolución representa un parteaguas para la escena de jazz en Latinoamérica". 
Puede considerarse un orgullo la capacidad de organización de los quintanarroenses, camino similar que siguen otras festividades que hay en el estado, como son los de cine, y el gran retorno del Festival de Cultura del Caribe, del cual también se espera que con el tiempo se consolide.

## Gobierno
Playa del Carmen alberga el poder ejecutivo del Municipio de Solidaridad. Dicho gobierno está constituido por la Presidencia y el Cabildo. El cargo de presidente municipal se otorga a través de la elección popular para gobernar por tres años con la posibilidad de reelección por otros tres años si se gana la contienda posterior. El Cabildo está conformado por 15 regidores y un síndico municipal que son elegidos por el presidente, y los cuales presiden las distintas comisiones concebidas para el cumplimiento de las diversas funciones de las que es responsable el gobierno local.
Integrantes del Cabildo:
- Sindico municipal - Comisión de Hacienda, Patrimonio y Cuenta Pública.
- Primer Regidor
- Segundo Regidor
- Tercer Regidor
- Cuarto Regidor
- Quinto Regidor
- Sexto Regidor
- Séptimo Regidor
- Octavo Regidor
- Noveno Regidor
- Décimo Regidor
- Decimoprimer Regidor
- Décimo Segundo Regidor
- Décimo Tercer Regidor
- Décimo Cuarto Regidor
- Décimo Quinto Regidor

## Transporte
Entre los sistemas y medios de transporte disponibles tanto para habitantes como turistas destacan:

### Transporte urbano
- Servicio de transporte colectivo (camiones y combis)
- Servicio de taxis del municipio de Solidaridad
- Servicio de mototaxis (permitido únicamente en ciertas colonias)

### Transporte Foráneo
- Servicio de autobuses ADO para el traslado a diferentes destinos del estado de Quintana Roo y del resto del país.
- Transporte colectivo foráneo a través de vans con rutas a distintos lugares principalmente a Cancún y Tulum.

### Transporte marítimo
Existe la Terminal Marítima Playa del Carmen la cual alberga una flota de barcos de empresas concesionarias para el transporte de pasajeros a la Isla de Cozumel.

## Educación
En Playa del Carmen existe una diversidad de alternativas para la demanda educativa de niveles medio superior y superior; tanto de instituciones públicas como privadas.

### Nivel medio superior
- Colegio de Bachilleres (Cobach)
- Colegio de Estudios Científicos y Tecnológicos del Estado (CECYTE)
- Colegio Nacional de Educación Profesional Técnica (Conalep)
- Centro de Estudios Tecnológicos del Mar No.36 (CETMAR)[10]
- Escuela Viva (privada)
- Colegio Inglés (privada)
- Instituto Educativo Yits'Atil (privada)
- Instituto Playa del Carmen de la Salle (privada)
- Instituto Tepeyac Campus Xcaret (privada)
- Instituto Vittorio Monteverdi (privada)
- Mayaland (privada)
- Bachillerato Naciones Unidas el Papalote (privada)
- Ak Lu'um Waldorf School (asociación sin fines de lucro)
- Centro Nacional de Capacitación Intensiva (CNCI)
- Preparatoria La Salle Playa del Carmen (privada)
- Secundaria Técnica del Turismo (Setetu)
- Colegio Weston (privada)
- Consorcio Educativo Riviera Maya (CERM)
- Preparatoria Instituto Vittorio Monteverdi (privada)
- Centro Educativo Intercultural del Caribe (CEIC)
- Instituto del Colegio Valladolid (privada)
- Britt Academy (privada)

### Nivel superior
- Universidad Tecnológica de la Riviera Maya (UT Riviera Maya)
- Universidad Autónoma de Quintana Roo (UQROO) - Campus Riviera Maya
- Universidad Interamericana para el Desarrollo (UNID)
- Universidad Riviera (UNIR)
- Universidad del Sur
- Tecnológico Universitario Playacar
- Universidad Vizcaya de Las Américas - Campus Playa del Carmen
- Universidad Aztlán - Plantel Playa del Carmen
- Centro Universitario Inglés
- Instituto Universitario Itzamná
- Centro de Estudios Superiores Felipe Villanueva
- Universidad Benito Juárez - Unidad Playa del Carmen
- Escuela De Enfermería Ignacio Chávez
- Universidad Tecnológica Iberoamericana (UTECI)
- Explayarte Música-Danza-Teatro

## Salud
Los habitantes cuenta con una buena cobertura de servicios de salud que van desde hospitales y centro de salud públicos hasta las clínicas, consultorios y laboratorios privados. Cabe destacar las siguientes instituciones de salud:
- Hospital General  de Playa del Carmen.
- Hospital General de Zona n.º 18 del IMSS.
- IMSS UMF n.º 11 Playa del Carmen.
- Cruz Roja Mexicana Delegación Playa del Carmen.
- Costamed Playa del Carmen (Privado).
- AMERIMED Hospitals Playa del Carmen (Privado).
- Grupo Playa Med Hospital Playa del Carmen (Privado).
- Hospiten Riviera Maya (Privado).

## Medios de comunicación
Conforme ha ido creciendo la ciudad, la necesidades de información de la población han aumentado y con ello la proliferación de algunos medios de comunicación.

### Radio
- Riviera FM - 98.1 MHz.
- Playa FM - 103.1 MHz.
- Lokura FM Playa del Carmen - 106.3 MHz FM.
- Los 40 Playa del Carmen - 96.1 MHz FM.
- Playahit Radio.

### TV
- Canal 10 Playa del Carmen.

### Medios impresos
Periódicos en circulación:
- Por Esto! Quintana Roo.
- Novedades de Quintana Roo.
- Quequi.
- Diario de Quintana Roo.
- De Peso.
- 24 Horas Quintana Roo.

Revistas:
- Quinta Magazine.
- In Riviera Maya.

### Medios digitales
- La Pancarta de Quintana Roo.
- Quinta Fuerza
- Noticias Playa del Carmen
- Jurídicamente
- El Quintana Roo Mx

## Deportes
La ciudad cuenta con el equipo de fútbol Inter Playa del Carmen, que cuenta con un campeonato de Tercera división mexicana y que actualmente juega en la zona sur de la segunda división mexicana.
The Mayakoba Golf Classic es un torneo de golf profesional del circuito estadounidense PGA TOUR celebrado en el Club de Golf El Camaleón desde el 2007. Desde 2013, ha sido un torneo de puntos completos en el que el ganador adquiere todos los derechos para ganar el PGA TOUR.
Además cuenta con una liga de béisbol municipal, en la que participan cinco equipos de Playa del Carmen, dos de Puerto Aventuras, uno de Chemuyil y como invitado especial los Taxistas de Tulum.
La ciudad destaca por sus participaciones en el deporte de Ajedrez.
La ciudad cuenta con un equipo de voleibol de hombres.  Hay varios jugadores incluyendo Adan Cervantes, el líder del equipo de 2023.

## Hermanamientos
La ciudad de Playa de Carmen tiene relaciones de hermanamiento con las siguientes ciudades alrededor del mundo
- Palma de Mallorca, España (2005)[12]
- Riccione, Italia (2008)[12]
- Glendale, Estados Unidos (2008)[12]
- Corpus Christi, Estados Unidos (2008)[12]
- Marbella, España (2013)[13][14]
- Oaxaca, Mexico (2014)[15][16]
- Cuernavaca, México (2015)[17]
- Valladolid, España (2018) (Protocolo de Entendimiento)[18]
- Xiangshan, China (2018) (acuerdo de intercambio amistoso)[19][20]
- Naucalpan Mexico (2018)[21][22]
- Algeciras España (2019) (carta de intención de hermanamiento)[23][24][25]
- San Francisco de Campeche, México (2019)[26][27]
- Mérida, México (2019)[26][27]
- Tepic, México (2019) (carta de intención de hermanamiento)[28][27]
- Acapulco, México (2019) (carta de intención de hermanamiento)[28]
- Pátzcuaro, México (2019) (carta de intención de hermanamiento)[28]
- Tuxpan, México (2019) (carta de intención de hermanamiento)[28]
- Teotihuacán de Arista, México (2019) (carta de intención de hermanamiento)[28][29]
- Iztacalco, México (2019) (carta de intención de hermanamiento)[28]
- Macuspana, México (2019) (carta de intención de hermanamiento)[28]
- Manzanillo, México (2019) (carta de intención de hermanamiento)[28][30]
- Mazatlán, México (2019) (carta de intención de hermanamiento)[28][31][27]
- Nezahualcóyotl, México (2019) (carta de intención de hermanamiento)[28]
- Coatzacoalcos, México (2019) (carta de intención de hermanamiento)[28]
- Tulum, México (2019) (carta de intención de hermanamiento)[28]
- Constanza, Rumania (2019) (carta de intención de hermanamiento)[20][28]
- Punta Cana, República Dominicana (2019) (carta de intención de hermanamiento)[28][27]
- Puntarenas, Costa Rica (2019)[27]
- Tlacotepec de Benito Juárez, México (2019) (carta de intención de hermanamiento)[28]
- Rio de Janeiro, Brazil (2019)[32]
- Los Cabos, México (2020)[33]
- Huauchinango, México (2020)[34]
- Morelia, México (2021)[35][36][37]
- Xalapa, México (2021)[38]
- Barranquilla, Colombia (2022)[39]
- Sucre, Colombia (2022)[39]
- Nobsa, Colombia (2022)[39]
- Zitácuaro, México (2022)[40][41]
- Villamaria Colombia (2024)[42]
- Toledo España (2025)[43]
- Málaga España (2025)[43][44][45]
- Santa Eulalia España (2025)[43]
- Playas de Rosarito Mexico (2025)[46]
- Tosa de Mar, España
- Camden, Estados Unidos
- Rímini, Italia
- Aix-en-Provence, Francia
- Guandong China[47]

### Lazos de Amistad y Cooperación
- Puerto Morelos Mexico (2018)[48]